# Александар дел Вал
Александар дел Вал (Марсеј, 6. септембар 1969) француски је политиколог, новинар, стручњак за међународне односе, научник, специјалиста за исламски тероризам. Он је аутор неколико књига из области геополитика.

## Биографија
Рођен је у Марсеју у породици са француско-италијанским коренима.

### Студије
Дел Вал је студирао војну историју, историју политичких доктрина, националну безбедност и одбрану на Универзитету Монпеље 3 Пол-Валери (Université Montpellier 3 Paul-Valéry), на Институту за политичке студије(l'Institut d'études politiques) у Екс ан Прованс и на Универзитету политичких наука у Милану.
Је докторирао на универзитету Монпеље 3 Пол-Валери на тези „Запад и други деколонизација: индихинизам и исламизам от холоднои воины до наших днеи"

### Професионална каријера
Предаје геополитика и међународне односе на Високој пословној школи у Ла Роцхелле (Гроупе Суп-де Ко Ла Рошел - Groupe Subdeco La Rochelle).

### Књиге
Двојица његових књига преведене су на српски језик. Студија "Исламизам и САД - Савез против Европе" доживела је више издања, a ecej "Ратови против Европе, Босна-Косово-Чеченија…" плод је једногодишње геостратешке анализе америчких ратова на крају 20. века. Највећи део књиге посвећен сам политичким механизмима рата против Србије у далекосежне последице који имају стварању Новог светског поретка. Дел Вал закључује да Америка ствара нови Хладни рат у конфронтацији свој предводећи Запад "православним блоком".